# Râul Lotrișoara Mare
Râul Lotrioșoara Mare sau Râul Valea Cailor sau Râul Lotriorul este un curs de apă, afluent al râului Lotrioara. Se formează la confluența brațelor Pârâul lui Albu and Danca.

## Hărți
- Hărta Munților Lotrului  Arhivat în 6 mai 2008, la Wayback Machine.
- Harta județului Sibiu